# Lac Gagnon
Lac Gagnon är en sjö i Kanada.   Den ligger i regionen Outaouais och provinsen Québec, i den sydöstra delen av landet, 90 km nordost om huvudstaden Ottawa. Lac Gagnon ligger 210 meter över havet. Arean är 19,1 kvadratkilometer. Den sträcker sig 15,2 kilometer i nord-sydlig riktning, och 4,4 kilometer i öst-västlig riktning.
I omgivningarna runt Lac Gagnon växer i huvudsak blandskog. Trakten runt Lac Gagnon är nära nog obefolkad, med mindre än två invånare per kvadratkilometer.